# آرکویی
آرکویی (به فرانسوی: Arcueil) یک کمون در فرانسه است که در شهرستان آرکویی واقع شده‌است.

## خصوصیات
آرکویی ۲٫۳۳ کیلومترمربع مساحت و ۱۹٬۵۴۸ نفر جمعیت دارد.
این کمون در جنوب حومه پاریس قرار دارد و فاصله‌اش تا مرکز پاریس، ۵٫۳ کیلومتر است.

## خواهرخوانده
شهر کچکه‌مت خواهرخواندهٔ آرکویی است.